# 한국여자프로농구 2003 겨울리그
한국여자프로농구 2003 겨울리그(스폰서의 이름을 딴 우리금융그룹배 겨울리그라고도 알려진)는 한국여자프로농구의 열 번째 시즌이다. 2001년 1월 8일부터 3월 16일까지 6개 연고지에서 진행되었다.

## 변경된 점
- 라운드 수 변경에 따라 경기 수가 변경되었다(4라운드 60경기로 치러진다).
- 포스트시즌은 플레이오프와 챔피언 결정전 모드 5전 3선승제로 진행된다.
- 6개팀이 각각 홈과 원정경기를 6게임씩 치르고 중립 경기는 똑같이 8게임씩 갖도록 짜여졌다.[1]
- 일부 경기 규칙 변경안을 최종 확정했다. 경기가 일시적으로 중단됐을 때 각팀의 주장만이 할 수 있었던 심판에 대한 질의를 감독만이 할 수 있도록 변경했고 질의 내용도 경기 규칙의 해석과 관련된 사항으로 한정했다. 또 4쿼터에 한해 선수의 요청이 있을 경우 허용했던 정규 작전타임은 경기중 언제라도 사용할 수 있고 연장전으로 넘겨지지 않았던 후반 미사용 20초 작전타임도 연장전에 사용할 수 있도록 개정했다. 이밖에 선수와 벤치 등의 테크니컬 파울에 대한 자유투 벌칙을 2개에서 1개로 줄이기로 했다.[2]
- 최저연봉을 현행 1천650만원에서 1천800만원으로 인상했고 구단총연봉상한(샐러리캡)도 6억원(종전 5억원)으로 올렸으며 매 리그 종료 후 30일간은 모든 단체 훈련을 금지시켜 선수들의 휴식을 보장했다.[3]

## 정규리그
정규리그는 2003년 1월 3일 개막하였으며, 2003년 2월 28일까지 진행되었다. 춘천 우리은행 한새가 정규리그 우승을 차지했다.
| 순위 | 팀                     | 경기 | 승 | 패 | 승차 | 참가 자격 및 강등 |
| ---- | ---------------------- | ---- | -- | -- | ---- | ----------------- |
| 1    | 춘천 우리은행 한새     | 20   | 14 | 6  | —    | 플레이오프 진출   |
| 2    | 용인 삼성생명 비추미   | 20   | 13 | 7  | 1    | 플레이오프 진출   |
| 3    | 청주 현대 하이페리온   | 20   | 9  | 11 | 5    | 플레이오프 진출   |
| 4    | 부천 신세계 쿨캣       | 20   | 9  | 11 | 5    | 플레이오프 진출   |
| 5    | 천안 국민은행 세이버스 | 20   | 8  | 12 | 6    |                   |
| 6    | 인천 금호생명 팰컨스   | 20   | 7  | 13 | 7    |                   |